# Long Night's Journey into Day
Long Night's Journey into Day és una pel·lícula documental estatunidenca del 2000, dirigida per Deborah Hoffmann i Frances Reid, sobre la Comissió de la Veritat i la Reconciliació a la Sud-àfrica postapartheid. Va ser nominada a un Oscar a la millor pel·lícula documental. El mateix 2000 guanyà el Premi Especial del Jurat del Festival de Sundance en la modalitat de documental.